# Aplomera chilensis
Aplomera chilensis är en tvåvingeart som beskrevs av Mario Bezzi 1909. Aplomera chilensis ingår i släktet Aplomera och familjen dansflugor. Inga underarter finns listade i Catalogue of Life.